# José Ramón Heredia
José Ramón Heredia  (Trujillo, 10 de noviembre de 1900-Caracas, 9 de julio de 1987) fue un poeta, ensayista y diplomático venezolano. Integrante del Grupo Viernes. Ganador del Premio Nacional de Literatura de Venezuela.

## Biografía
Nació en Niquitao, estado Trujillo, el 10 de noviembre de 1900. Tuvo una formación autodidacta. En 1937 cofundador del Grupo «Viernes» junto a los poetas Vicente Gerbasi, Pascual Venegas Filardo, Luis Fernando Álvarez, Óscar Rojas Jiménez, Ángel Miguel Queremel, Pablo Rojas Guardia, Otto de Sola y Fernando Cabrices (Crítico). Ocupó cargos en el exterior, fue secretario de asuntos culturales en la embajada de Lima (1951-1954), Encargado de Negocios en La Asunción, Paraguay (1955-1957), Encargado de Negocios en El Salvador (1958-1961). Vivió en Caracas gran parte de su vida y, por su cargo en el extranjero, vivió quince años en Paraguay. Realizó varias publicaciones bajo el seudónimo de 'José Corda'. Fue considerado un poeta representativo de la vanguardia venezolana. Se desenvolvió en diversos géneros literarios como la poesía, la crónica y el ensayo, destacando en el ámbito poético. Gana en 1973-1974 el Premio Nacional de Literatura de Venezuela. Murió en Caracas en el año 1987.  

## Obras

### Poesía
- Paisajes y canciones (1928)
- Por caminos nuevos (1933)
- Música de silencios (1936)
- Los espejos de más allá (1938)
- Gong en el tiempo (1941), único libro publicado por el Grupo Viernes.[6]

- Mensaje en siete cantos de la guerra y la paz desde América (1944)
- Doce horas por las calles de Caracas (1948)
- Maravillado cosmos (1950)
- La noche y siempre la noche (1966)

Antología
- Círculo poético (Antología 1956)
- José Ramón Heredia Antología poética (1973)
- Antología poética José Ramón Heredia 1938-1969 (1974)
- Maravillado cosmos Antología poética (1990)
- El enigma sutil de lo perfecto Antología poética (2012)
- Yulú (su sombra serena) (2015)

### Novela
- Justicia bárbara (novelín 1934)
- Insolación (novelín 1957) José Corda
- Doce horas por las calles de Caracas "cuadros novelados" (1948) José Corda
- Seis meses por las calles de El Cairo "cuadros novelados", inédito

Ensayos, crónicas, artículos y estudios
- Abecedario para la comprensión de la poesía nueva (1938)
- ¿Debemos regresar a los ritmos clásicos? (1940)
- Poetas y poesía "juicios y ensayos estéticos" 1942)

- Caribes y guaraníes, una sola y misma raza (1962)
- La libertad del Perú (1971)
- ¿Te acuerdas de Ángel Miguel Queremel? (1980)
- Yo vi caminar a Bolívar a través de Ño Ricardo Carrillo (1981)
- Estudio por la muerte del poeta Rosamel del Valle
- En el frente del arte nuevo "polémica sobre poesía" inédito

## Premios
- Premio Municipal de Poesía, por Maravillado cosmos (1951)
- Premio Nacional de Literatura de Venezuela (1973-1974)
- Orden Andrés Bello en su Primera Clase, Banda de Honor